# Lutherstadt Wittenberg (stacja kolejowa)
Lutherstadt Wittenberg – stacja kolejowa w Wittenberdze, w kraju związkowym Saksonia-Anhalt, w Niemczech. Znajduje się tu 5 peronów.